# Petricani
Petricani est une commune roumaine du județ de Neamț, dans la région historique de Moldavie et dans la région de développement du Nord-Est.

## Géographie
La commune de Petricani est située dans le nord du județ, dans les collines du piémont des Carpates orientales, à 10 km au sud-est de Târgu Neamț et à 40 km au nord de Piatra Neamț, le chef-lieu du județ.
La municipalité est composée des quatre villages suivants (population en 1992) :
- Boiștea (943) ;
- Petricani (1 626), siège de la municipalité ;
- Târpești (1 312) ;
- Țolici (1 210).

## Histoire
La première mention écrite du village date de 1447.

## Politique
| Période                                  | Période  | Identité            | Étiquette | Qualité |
| ---------------------------------------- | -------- | ------------------- | --------- | ------- |
| Les données manquantes sont à compléter. |          |                     |           |         |
| 2008                                     | 2016     | Petrică Rotaru-Popa | PNL       |         |
| 2016                                     | En cours | Ion Vasiliu         | PSD       |         |

| Parti | Parti                                      | Sièges |
| ----- | ------------------------------------------ | ------ |
|       | Parti social-démocrate (PSD)               | 9      |
|       | Parti national libéral (PNL)               | 3      |
|       | Parti Roumanie unie (PRU)                  | 1      |
|       | Alliance des libéraux et démocrates (ALDE) | 1      |
|       | Parti Mouvement populaire (PMP)            | 1      |

## Religions
En 2002, la composition religieuse de la commune était la suivante :
- Chrétiens orthodoxes, 89,45 % ;
- Pentecôtistes, 7,72 % ;
- Chrétiens évangéliques, 1,87 %.

## Démographie
En 2002, la commune comptait 5 642 Roumains (99,94 %). On comptait à cette date 1 792 ménages et 1 770 logements.
| 2002  | 2007  |
| ----- | ----- |
| 5 645 | 5 887 |

## Économie
L'économie de la commune repose sur l'agriculture (pommes de terre, maïs, haricots, légumes) et l'élevage. La commune dispose de 2 276 ha de terres arables, de 840 ha de pâturages et de 58 ha de prairies.

## Lieux et monuments
- Târpești, musée Nicolae Popa, collection d'objets archéologiques, de culte, ethnographiques. Peintures naïves[6].

## Personnalités
- Rodica Arba-Pușcatu (1962-), double championne olympique d'aviron, est née à Petricani.